# 切奇纳谷新堡
切奇纳谷新堡（義大利語：Castelnuovo di Val di Cecina），是意大利比萨省的一个市镇。总面积88平方公里，人口2348人，人口密度26.7人/平方公里（2009年）。ISTAT代码为050011。